# Короли лета
«Короли лета» (англ. The Kings of Summer), изначально «Дом Тоя» (англ. Toy's House) — американский независимый фильм, который впервые был показан в 2013 году на кинофестивале «Сандэнс», и был ограниченно выпущен в американский прокат в мае 2013.

## Сюжет
Джо Той (Ник Робинсон) на грани взрослой жизни, он устал от попыток его отца-одиночки Фрэнка (Ник Офферман) управлять его жизнью. В один прекрасный день он убегает в лес со своим лучшим другом Патриком (Габриэль Бассо), который также сыт по горло жизнью с его раздражающими родителями, и странным парнем по имени Бьяджо (Мойзес Ариас), который привязался к ним. Перед тем как убежать, они строят дом в лесу. Проходит нескольких недель, Патрика и Джо объявляют пропавшим без вести и показывают на многих новостных каналах.
Тем не менее парни ведут счастливую жизнь, Бьяджо и Джо «охотятся» (на самом деле ходят в магазин за едой), Патрик собирает ягоды и коренья в пищу. Они веселятся и хорошо проводят время. Через некоторое время Джо отправляется на работу к Келли и приглашает её к ним в гости на новоселье, на что та соглашается.
Конфликт между Патриком и Джо возникает тогда, когда Келли со своими друзьями приходит, чтобы посмотреть на дом, который построили ребята. Келли оказывает симпатию Патрику, и у них начинаются отношения, Джо в то время ревнует. Между Джо и Патриком завязывается драка во время игры в «Монополию», после того как Джо, объединившись с Бьяджо, обменивает у того землю и покупает отели в оранжевой зоне, тем самым вынуждая Патрика проиграть следующим ходом. Джо называет Келли «раковым заболеванием» и «сукой», которая разрушила мир и гармонию, которые были у парней, и, в конечном счёте, в отчаянии выгоняет её из дома. Джо понимая, что Патрик плохо себя чувствует из-за Келли, насмехается над ним и наступает на его ранее сломанную ногу. Патрик уходит из дома, догоняет Келли и целует её. Джо выгоняет и Бьяджо, в итоге оставаясь жить один.
Приблизительно месяц спустя Джо всё ещё живёт один в лесу. Голод и малое количество денег принуждает его охотиться, в результате чего он убивает, освежёвывает и готовит кролика. Джо не избавился от тела животного должным образом, что привлекло змею в дом, он оказывается в безвыходном положении перед ней. Келли рассказывает Фрэнку, что она знает, где Джо. Добравшись до дома в лесу, они находят Джо загнанным в угол, по-видимому, ядовитой змеёй (на самом деле фактически безопасной бычьей змеёй) с прошлой ночи. В этот момент появляется Бьяджо, который пытается убить змею своим мачете, но она кусает его в ногу, он падает на пол, его рвёт, и он теряет сознание. Фрэнк, Келли и Джо везут Бьяджо в больницу. Туда приходят друзья Келли, которые с ней самой зашли к Бьяджо в палату. Девушка специально оставила парней наедине, чтобы они помирились. Разговор так и не начался, и они разошлись.
Отец Джо и родители Патрика везут их домой. Машины останавливаются рядом на светофоре, Патрик и Джо видят друг друга и в шутку показывают средние пальцы.
После титров показывают Бьяджо, который всё ещё живёт в доме в лесу.

## В ролях
- Ник Робинсон — Джо Той
- Габриэль Бассо — Патрик Кинан
- Мойзес Ариас — Бьяджо
- Ник Офферман — Фрэнк Той, отец Джо
- Элисон Бри — Хизер Той, сестра Джо
- Меган Маллалли — миссис Кинан
- Марк Эван Джэксон — мистер Кинан
- Юджин Кордеро — Колин
- Мэри Линн Райскаб — капитан Дэвис
- Томас Миддлдич — полицейский-новобранец
- Эрин Мориарти — Келли
- Анджела Тримбур
- Кумэйл Нанджиани — доставщик
- Остин Абрамс — Аарон
- Крейг Чаковски — мистер Ларсон
- Лили Рейнхарт — Вики
- Кристоффер Картер — строитель
- Ганнибал Бёрсс — водитель автобуса
- Тони Хейл — пассажир автобуса

## Производство
Картина стала первым полнометражным фильмом для режиссёра Джордана Вот-Робертса, и была основана на первоначальном подлиннике сценариста Криса Джаллетты. Съёмки проходили летом 2012 года в штате Огайо, в городах Кливленд, Чагрин-Фоллс, Линдхёрст и больнице Саус Пойнт в Уорренсвилле.

## Релиз
Фильм впервые был показан 19 января 2013 года на кинофестивале «Сандэнс» под названием «Дом Тоя». Позже название было изменено на «Короли лета». 3 апреля 2013 года фильм показали на Кливлендском международном кинофестивале.
Ограниченный выпуск фильма в американском прокате начался 31 мая 2013 года. В Великобритании фильм вышел в прокат в августе 2013 года.

## Отзывы
Фильм получил положительные отзывы со стороны кинокритиков и в настоящее время имеет 76 % на сайте Rotten Tomatoes.
Фильм занял 17 место в списке «Лучших фильмом лета 2013 года» по версии «Complex» и 4-е среди «Лучших фильмом 2013 года» по версии «Not Made in Chelsea» списка 2013.